# Академија ликовних уметности Универзитета у Сарајеву
Академија ликовних уметности у Сарајеву као високошколска установа и чланица Универзитета у Сарајеву основана је 1972. године. Основали су је еминентни научни радници, професори и културни делатници који су се школовали првенствено у Београду, Љубљани и Загребу и који су у то време били већ признати уметници.

## Историја
Новооснована Академија ликовних уметности најпре је била смештена у згради Педагошке академије у Сарајеву, а објекат данашње АЛУ је био прва и једина евангелистичка црква у време аустроугарске управе. Црква је била изграђена 1899. по нацртима архитекте Карла Паржика у романичко-византијском стилу као централна поткуполна грађевина. Обновљена зграда је почетком 1992. године односно почетком Рата у Босни и Херцеговини девастирана. Објекат је до данас проглашен културно-историјским спомеником и налази се на списку заштићених објеката Завода за заштиту културно-историјског и природног наслеђа.
Мухамед Карамехмедовић (историчар уметности и први декан АЛУ), Нада Пивац (академски сликар), Мерсад Бербер (академски сликар), Боро Алексић (академски сликар), Алија Кучукалић (академски кипар), Зденко Гргић (академски кипар) — само су нека од имена славних професора-оснивача Академије ликовних уметности у Сарајеву.
Академија је од свог оснивања уписала 2.331 полазника и до маја 2012. године бележи 1.212 завршених студената додипломског студија. Постдипломски студиј је заживео 1983. године и до краја 2012. је магистрирало 1.212 студената.
Академију чини шест специфичних одсека са већим бројем изборних предмета:
1. Наставнички одсек
2. Одсек за сликарство
3. Одсек за кипарство
4. Одсек за графику
5. Одсек за графички дизајн
6. Одсек за продукт дизајн

Академија ликовних уметности Универзитета у Сарајеву је школске 2006/2007. године приступила болоњском систему школовања (4+1).
Испред саме грађевине налази се пешачки мост који повезује Радићеву улицу са Академијом ликовних уметности у Сарајеву, а мост на реци Миљацки носи симболичко име „Пожури полако” („Festina lente – Požuri polako”). За изградњу моста распона 38 метара било је потребно око два милиона конвертибилних марака, а урађен је на основу идејног решења тадашњих студената друге године Продукт дизајна на Академији ликовних уметности Амиле Хрустић, Аднана Алагића и Бојана Канлића.

## Галерија
- АЛУ пре санације
- АЛУ након санације
- АЛУ
- АЛУ у пролеће
- АЛУ ноћу